# Dora Gabe

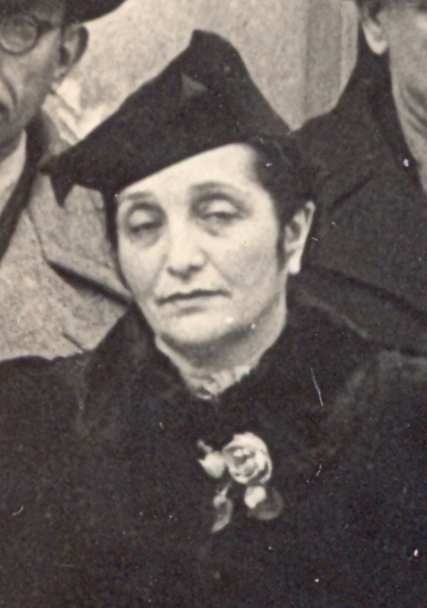
Dora Gabe, vor 1939

Dora Petrowa Gabe (bulgarisch Дора Петрова Габе; * 28. August 1886 in Charmanlyk; † 18. November 1983 in Sofia) war eine bulgarische Lyrikerin.
In ersten Arbeiten widmete sie sich Liebeslyrik. In einem späteren Werk thematisierte sie den Kampf von Partisanen im Zweiten Weltkrieg. Es folgten mehrere Gedichtbände. Außerdem veröffentlichte sie Kinderbücher, in welchen sie polnische Lyrik nachdichtete.
Sie wurde mit Orden Georgi Dimitrow ausgezeichnet.

## Werke (Auswahl)
- Mutter Paraschkeva, 1972
- Dávno, 1978